# Кокоренцы
Кокоренцы — деревня в Зуевском районе Кировской области.

## География
Находится на расстоянии примерно 12 километров по прямой на восток от районного центра города Зуевка.

## История
Упоминается с 1678 года как починок вновь Кокорки Зырянова с тремя дворами, в 1764 году учтен 151 житель. В 1873 году учтено было дворов 35 и жителей 245, в 1905 31 и 227, в 1926 40 и 226, в 1950 41 и 151 соответственно. В 1989 году учтен 71 житель. 

## Население
Постоянное население  составляло 27 человек (русские 85%) в 2002 году, 2 в 2010.